# 朱砂杜鹃
朱砂杜鹃（学名：Rhododendron cinnabarinum）为杜鹃花科杜鹃花属下的一个变种。

## 扩展阅读
維基物種上的相關：朱砂杜鹃